# Черногушо ливадарче
Черногушото ливадарче (Saxicola torquata) е птица от семейство Мухоловкови (Muscicapidae).

## Разпространение
Видът е разпространен в Африка на юг от Сахара и съседните райони.